# 코닐리어스 존슨
코닐리어스 쿠퍼 존슨(Cornelius Cooper Johnson, 1913년 8월 28일 ~ 1946년 2월 15일)은 미국의 육상 선수이자, 높이뛰기를 전문적으로 활약하였다.
로스앤젤레스에서 태어나 베렌도 중학교에서 육상 대회에 첫 출전하였다. 로스앤젤레스 고등학교에서 높이뛰기와 단거리 육상에 출전하여 학생으로서 더 위대한 육상 성공을 거두었다.
1932년에 열린 하계 올림픽에 18세의 나이로 참가하여 높이뛰기 4위를 하였다. 콤프턴 대학교 재학 중에 그의 코치 허셜 스미스는 존슨의 높이뛰기 경력을 지속적으로 밀고 나갔다.
1936년 베를린 올림픽에서 19명의 아프리카계 미국인 선수들 중의 하나였던 존슨은 높이뛰기 올림픽 기록 2.03m를 세워 금메달을 획득하였다.
1936~37 시즌에 높이뛰기 세계 기록의 공동 보유자로서 8개의 국내 타이틀을 우승하였다.
은퇴 후, 로스앤젤레스에 있는 미국 우편 공사의 우체부가 되었다가, 1945년 미국 상인 협회에 가입하였다.
1946년 그레이스 라인의 산타 크루즈 호에서 빵굽는 직업을 하던 중, 기관지 폐렴을 앓고 말았다. 캘리포니아 병원에 후송되어 32세의 나이로 사망하였다.
1994년 미국 육상 명예의 전당, 1998년 캘리포니아 공동체 칼리지 육상 명예의 전당에 헌액되었다.